# 膚色 (2018年電影)
《膚色》（英語：Skin）是2018年美國傳記片，由以色列裔的蓋·納提夫製片和編導，並由占美·比爾、丹妮爾·麥唐諾、丹尼尔·亨绍尔、比尔·坎普、路易莎·克劳瑟、柔伊·科萊蒂、凯莱·罗杰斯、科尔比·甘妮特、麥克·寇特和韋娜·法米加主演。電影是以新納粹光頭黨成員布萊恩·維德納的真實故事為靈感。
《膚色》於2018年9月8日在多倫多國際電影節舉行全球首映，並於2019年6月27日由DirecTV影院發行，之後於7月26日由A24廣泛上映。

## 製作
2017年5月11日，塞維利亞國際在第70屆坎城影展買下《膚色》的國際版權。2018年8月，據報導作曲家丹·羅梅爾將會為長片創作配樂。
2017年5月，占美·比爾和丹妮爾·麥唐諾被宣布將會出演電影，而納提夫負責創作劇本、監製和執導。2018年3月，電影進入製作流程後，韋娜·法米加進入劇組，而納提夫的妻子潔咪·萊·紐曼也參與製片。同月，麥克·寇特飾演One People's Project创始人达瑞尔·拉蒙特·詹金斯。

## 外部連結
- 互联网电影数据库（IMDb）上《膚色》的资料（英文）